# Antonia Sitcher de Mendi
Antonia Sitcher de Mendi, född 1827 i Talavera de la Reina, död 1914, var en spansk sångerska. Hon var kusin till Marie Felicité Malibran och till Paulina Viardot Garcia.
Antonia Sitcher de Mendi erhöll undervisning i sångkonsten av sin kusin Manuel Garcia. Hon uppträdde 1847 med lysande framgång i Paris vid en av konservatoriets konserter. Antonia Sitcher de Mendi blev 1851 gift med professorn i violinklassen vid konservatoriets i Bryssel Hubert Léonard och gjorde med honom många konsertresor till Holland, Sverige, Danmark och Ryssland. Hon uppträdde i konserter tillsammans med sin man i Stockholm åren 1851—59. Antonia Sitcher de Mendi komponerade åtskilliga romanser utgivna i Bryssel och Mainz.